# Кондаков, Михаил Елисеевич
Михаи́л Елисе́евич Кондако́в (14 февраля 1919, с. Новый Усад, Спасская волость, Васильсурский уезд, Нижегородская губерния, РСФСР — 26 марта 2005, Лесной, Свердловская область) — передовик производства, бригадир слесарей-сборщиков завода «Электрохимприбор» Свердловской области. Герой Социалистического Труда (1966).

## Биография
Родился 14 февраля 1919 года в крестьянской семье в селе Новый Усад Нижегородской губернии (сегодня — Спасский район Нижегородской области). В 1934 году окончил Тубанаевскую шестилетнюю школу, после чего начал свою трудовую деятельность в колхозе родного села. Потом работал аппаратчиком на заводе имени Свердлова в Дзержинске Горьковской области.
В 1939 году был призван в армию. Участвовал в войне с Японией в составе 35-й армии 1-го Дальневосточного фронта.
В 1946 году возвратился в Дзержинск, где продолжил работать на заводе имени Свердлова. С 1953 года работал на заводе «Электрохимприбор» в Свердловске-45. Руководил бригадой слесарей-сборщиков, которая ежегодно досрочно выполняла производственный план. За выдающиеся достижения в трудовой деятельности при выполнении семилетнего плана (1959—1965) был удостоен в 1966 году звания Героя Социалистического Труда.
Избирался в городской Совет депутатов трудящихся.
В 1976 году вышел на пенсию. Скончался 26 марта 2005 года в Лесном.

## Награды
- Герой Социалистического Труда — указом Президиума Верховного Совета СССР от 29 июля 1966 года
- Орден Ленина (1966)
- Орден Трудового Красного Знамени (1956)
- Орден Знак Почёта (1960)
- Медаль «За трудовую доблесть» (1959)
- Медаль «За боевые заслуги» (1945)
- Медаль «За победу над Японией» (1945)
- Почётный гражданин города Лесной (1970)
- Орден Отечественной войны 2 степени